# مارکوس آلونسو (بازیکن فوتبال، زاده ۱۹۹۰)
مارکوس آلونسو مندوزا (تلفظ اسپانیایی: [ˈmarkos aˈlonso menˈdoθa]؛ زادهٔ ۲۸ دسامبر ۱۹۹۰) بازیکن فوتبال اهل اسپانیا است که در پست دفاع چپ برای  باشگاه فوتبال سلتاویگو بازی می‌کند.

## دوران باشگاهی

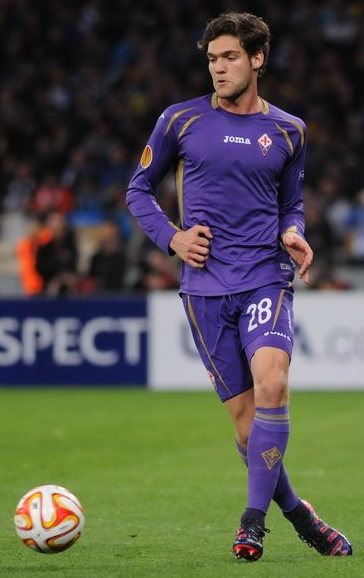
آلونسو با فیورنتینا در سال ۲۰۱۵

از باشگاه‌هایی که در آن بازی کرده است، می‌توان به رئال مادرید، رئال مادرید کاستیا، بولتون واندرز، فیورنتینا، ساندرلند، چلسی و بارسلونا اشاره کرد.

## آمار ملی

### بازی‌های ملی
تا تاریخ ۱۲ ژوئن ۲۰۲۲
| اسپانیا | اسپانیا | اسپانیا | اسپانیا |
| سال     | بازی    | گل      | پاس گل  |
| ------- | ------- | ------- | ------- |
| ۲۰۱۸    | ۳       | ۰       | ۰       |
| ۲۰۲۱    | ۲       | ۰       | ۰       |
| ۲۰۲۲    | ۴       | ۰       | ۲       |
| مجموع   | ۹       | ۰       | ۲       |

## زندگی شخصی
او پسر مارکوس آلونسو پنیا، بازیکن سابق اتلتیکو مادرید و بارسلونا است.

## افتخارات

### باشگاهی
ساندرلند
- جام اتحادیه باشگاه‌های انگلستان نایب قهرمان: ۲۰۱۳–۱۴

چلسی
- لیگ برتر فوتبال انگلستان: ۱۷–۲۰۱۶[۳]
- جام حذفی فوتبال انگلستان: ۲۰۱۷–۱۸;[۴] نایب قهرمان: ۲۰۱۶–۱۷[۵]۲۰–۲۰۲۱[۶]
- لیگ اروپا: ۱۹–۲۰۱۸[۷]
- لیگ قهرمانان اروپا: ۲۰–۲۰۲۱[۸]
- جام اتحادیه باشگاه‌های انگلستان نایب قهرمان: ۲۰۱۸–۱۹[۹]

بارسلونا
سوپرکاپ اسپانیا ۲۰۲۱–۲۰۲۲

### فردی
- تیم سال پی‌اف‌ای: ۲۰۱۷–۱۸[۱۰]